# Estación La Cumbre
La Cumbre es una estación ferroviaria que formó parte de la línea Santiago-Valparaíso de la Empresa de los Ferrocarriles del Estado. Actualmente los servicios de pasajeros ya no operan, y la estación fue clausurada el 31 de diciembre de 1979.
La Cumbre es la estación más alta de todo el trazado Santiago-Valparaíso con 805 m s. n. m., y actualmente circulan por sus vías los trenes de carga de Ferrocarril del Pacífico (Fepasa). Solamente subsisten los muros y el techo de hormigón de la estación, y parte de la base de hormigón y el segundo piso de la cabina de movilización.